# Dennis Lota
Dennis Lota (8 novembre 1973 – 4 février 2014) était un footballeur zambien.

## Biographie
Avec l'équipe de Zambie il reçoit 61 sélections et marque 16 buts.
Il participe à quatre Coupes d'Afrique des nations avec la Zambie : en 1996, 1998, 2000 et enfin 2002. Au total, il joue 14 matchs en Coupe d'Afrique des nations, inscrivant quatre buts.
Avec l'équipe de Zambie il prend également part aux qualifications pour la Coupe du monde 1998 et pour la Coupe du monde 2002, avec un total de dix matchs joués et trois buts marqués.
En club, Dennis Lota joue principalement en faveur de l'équipe sud-africaine du Orlando Pirates, où il reste quatre saisons.

## Palmarès
- Troisième de la Coupe d'Afrique des nations 1996 avec l'équipe de Zambie
- Champion d'Afrique du Sud en 2001 avec le Orlando Pirates
- Champion de Tunisie en 2003 avec l'Espérance sportive de Tunis
- Meilleur buteur du championnat sud-africain lors de l'année 2000 avec 23 buts